# Balaruc
Balaruc Vièlh (en francès Balaruc-le-Vieux) és un municipi occità del Llenguadoc, situat al departament de l'Erau i a la regió d'Occitània. A partir de 31 de desembre de 2002 forma part de la Communauté d'agglomération du Bassin de Thau.